# 1947年11月12日日食
1947年11月12日日食是一次日環食，發生於1947年11月12日（東半球的部分日偏食區域為11月13日）。新月當天（即朔日），地球上觀測到月球和太阳的角距離極小，此時月球如果恰好在月球交點附近，穿過太阳和地球之間，與地球、太阳接近一直線，則會出現日食。月球穿過太阳和地球之間，但距地球較遠，本影未能接觸地表，而使偽本影覆蓋的區域內看到月球的角直徑小於太陽，就形成日環食，同時在偽本影兩側數千公里的半影範圍內形成日偏食。此次日環食經過了秘鲁、厄瓜多尔、哥伦比亚、巴西，日偏食則覆蓋了美洲的大部分及周邊部分地區。

## 日食概況

### 出現區域
阿留申群島以南約1200公里的北太平洋洋面在日出時最先看到日環食，隨後月球偽本影向東南劃過很長的洋面，在法国海外領土克利珀頓島西南約1200公里處達到最大食分。此後偽本影逐漸轉為向東移動，在秘鲁北部海岸首次接觸陸地，此後逐漸轉向東北移動，在日落時分結束於巴西羅賴馬州境內。環食帶均在國際日期變更線以東，11月12日看到日環食。
偽本影經過的陸地包括：
- 秘魯：經過通貝斯大區除北端外的絕大部分、皮烏拉大區北部、卡哈馬卡大區北端、亚马孙大区北部後自西向東貫穿洛雷托大區北部；
- ：洛哈省除極北端外的絕大部分、埃爾奧羅省中南部、薩莫拉-欽奇佩省除南部外的大部、阿蘇艾省南部、莫羅納-聖地亞哥省南部；
- 哥伦比亚：自西向東貫穿亞馬遜省中部偏南後經過沃佩斯省南端；
- 巴西：自西向東貫穿亚马孙州北部後進入羅賴馬州西南部並結束。[3][4]

除了上述狹窄的環食帶內能看到日環食之外，月球半影覆蓋範圍內都能看到日偏食，包括阿拉斯加領地（今美国阿拉斯加州）除西北部外的大部、加拿大西半部、美国除中東部邊境外的大部、百慕大、中美洲、南美洲中北部除巴西東部以外的部分、玻里尼西亞東北部。其中絕大部分位於國際日期變更線以東，在11月12日看到日食，剩下很小一部分在11月13日看到日食。

### 基本參數
- 類型：日環食
- 食甚中心處（位於克利珀頓島西南約1200公里的太平洋東部）資料：
  - 時間：1947年11月12日20:05:08.5
  - 地點：2°57.1′N 117°23.4′W / 2.9517°N 117.3900°W
  - 食分：0.9650（環食帶內最大）
  - 日環食持續時間：3分59.4秒

## 相關的日食

### 1946-1949年的日食
月球交替位於相對的月球交點時，以半個交點年（食年），即約177天又4小時間隔出現下列日食。
註：1946年1月3日和1946年6月29日的日偏食屬於上一組交點年系列。
| 升交點   | 升交點                   |          | 降交點                    | 降交點 |
| 沙羅周期 | 地圖                     | 沙羅周期 | 地圖                      |        |
| 117      | 1946年5月30日 偏食（南） | 122      | 1946年11月23日 偏食（北） |        |
| 127      | 1947年5月20日 全食       | 132      | 1947年11月12日 環食       |        |
| 137      | 1948年5月9日 環食        | 142      | 1948年11月1日 全食        |        |
| 147      | 1949年4月28日 偏食（北） | 152      | 1949年10月21日 偏食（南） |        |

### 沙羅周期
沙羅週期長度為18年11天。本次日食屬於沙羅週期132，共包含71次日食，依次為1208年8月13日至1551年3月7日的20次日偏食、1569年3月17日至2146年3月12日的33次日環食、2164年3月23日至2182年4月3日的2次全環食（亦稱混合食）、2200年4月14日至2308年6月19日的7次日全食、2326年6月30日至2470年9月25日的9次日偏食，總共歷時1262.11年。其中最長的全食發生於2290年6月8日，共持續2分14秒。
下表列舉了1901年至2100年間發生的屬於該周期的日食，是第40至50次：
| 40             | 41            | 42             |
| -------------- | ------------- | -------------- |
| 1911年10月22日 | 1929年11月1日 | 1947年11月12日 |
| 43             | 44            | 45             |
| 1965年11月23日 | 1983年12月4日 | 2001年12月14日 |
| 46             | 47            | 48             |
| 2019年12月26日 | 2038年1月5日  | 2056年1月16日  |
| 49             | 50            |                |
| 2074年1月27日  | 2092年2月7日  |                |

## 資料來源
1. ↑  樊忠玉. . 中国天文科普网.   [2016-03-27]. （原始内容存档于2014-09-17）.
2. 1 2  Fred Espenak. . NASA Eclipse Web Site.   [2016-03-27]. （原始内容存档于2020-10-21）.（英文）
3. ↑  Fred Espenak. . NASA Eclipse Web Site.   [2016-03-27]. （原始内容存档于2020-10-20）.（英文）
4. ↑  Xavier M. Jubier. .   [2016-03-27]. （原始内容存档于2017-04-06）.（法文）（英文）
5. ↑  Fred Espenak. . NASA Eclipse Web Site.   [2016-03-27]. （原始内容存档于2008-08-29）.（英文）
6. ↑  Fred Espenak. . NASA Eclipse Web Site.（英文）

## 外部連結
- NASA日食專頁（页面存档备份，存于）（英文）
- 可見區域圖和時間統計：由弗雷德·埃斯佩纳克做出的日食預報，NASA/GSFC
  - Google互動地圖呈現的日食範圍
  - 貝塞爾元素
- Google地圖顯示的日環食和日偏食範圍（页面存档备份，存于）（法文）（英文）

| \| \| 日食 \|                             |                               |                                          |
| 上一次日食： 1947年5月20日日食 （日全食） | 1947年11月12日日食 （日環食） | 下一次日食： 1948年5月9日日食 （日環食） |
| 上一次日環食： 1945年1月14日日食          | 1947年11月12日日食 （日環食） | 下一次日環食： 1948年5月9日日食          |
|                                           | 日食                          |                                          |